# Caldcluvia
Cladcluvia es un género de plantas con flores perteneciente a la familia Cunoniaceae, son árboles nativos de Australasia, Sudamérica y el sureste de Asia. El género comprende 11 especies descritas y de aceptadas.

## Taxonomía
El género fue descrito por David Don y publicado en Edinburgh New Philosophical Journal 9: 92. 1830. La especie tipo es: Caldcluvia paniculata (Cav.) D.Don	

## Especies aceptadas
A continuación se brinda un listado de las especies del género Caldcluvia aceptadas hasta marzo de 2013, ordenadas alfabéticamente. Para cada una se indica el nombre binomial seguido del autor, abreviado según las convenciones y usos:
- Caldcluvia australiensis (Schltr.) Hoogland
- Caldcluvia brassii (Perry) Hoogland
- Caldcluvia celebica (Blume) Hoogland
- Caldcluvia clemensiae (Perry) Hoogland
- Caldcluvia fulva (Schltr.) Hoogland
- Caldcluvia nymanii (K.Schum.) Hoogland
- Caldcluvia paniculata (Cav.) D.Don
- Caldcluvia paniculosa (F.Muell.) Hoogland
- Caldcluvia papuana (Pulle) Hoogland
- Caldcluvia rosifolia (A.Cunn.) Hoogland
- Caldcluvia rufa (Schltr.) Hoogland